# Sope Aluko
Sope Aluko (* 5. Juli 1975 in Nigeria) ist eine britisch-US-amerikanische Schauspielerin nigerianischer Abstammung.

## Leben und Karriere
Sope Aluko wurde im westafrikanischen Staat Nigeria geboren, reiste jedoch bereits mit jungen Jahren häufig umher, da ihr Vater im Diplomatendienst tätig war. So lebte sie etwa in Frankreich, Tansania und Indonesien. Während ihrer Zeit in London, trat sie in verschiedenen Bühnenstücken William Shakespeares auf und besuchte daraufhin die London Academy of Music and Dramatic Art und die Royal Academy of Arts. Des Weiteren hat sie einen Master in Marketing, weshalb sie sich zunächst von der Schauspielerei abwandte.
Seit 2009 übernimmt Aluko Film- und Fernsehrollen. Nach einigen Engagements in Kurzfilmen folgten Auftritte in Serien wie Burn Notice, The Glades oder Parks and Recreation. Daneben spielte sie Filmnebenrollen wie in Voll abgezockt, Pitch Perfect 2 oder American Ultra. 2015 war sie in der Serie Graceland in der Rolle der Agent Avery Stanwood zu sehen.
Neben ihrer Muttersprache Yoruba, spricht sie auch Englisch, Französisch und Bahasa. Sie ist Mutter zweier Söhne und lebt sowohl in Los Angeles, als auch in Miami.

## Filmografie (Auswahl)
- 2009: Up in the Air
- 2011: 96 Minuten (96 Minutes)
- 2012: Burn Notice (Fernsehserie, Episode 6x03)
- 2012: Army Wives (Fernsehserie, Episode 6x20)
- 2013: Voll abgezockt (Identity Thief)
- 2013: The Glades (Fernsehserie, Episode 4x05)
- 2013: Parks and Recreation (Fernsehserie, 2 Episoden)
- 2013: The Arrangement (Fernsehfilm)
- 2013–2014: Ravenswood (Fernsehserie, 2 Episoden)
- 2014: Sabotage
- 2014: Untold
- 2015: Pitch Perfect 2
- 2015: American Ultra
- 2015: Zoo (Fernsehserie, Episode 1x11)
- 2015: Graceland (Fernsehserie, 4 Episoden)
- 2015: How to Get Away with Murder (Fernsehserie, Episode 2x02)
- 2015: Satisfaction (Fernsehserie, Episode 2x07)
- 2015: The Mindy Project (Fernsehserie, Episode 4x07)
- 2016: 13 Hours: The Secret Soldiers of Benghazi
- 2017: Grass Stains
- 2017: Shots Fired (Fernsehserie, Episode 1x06)
- 2017: Bloodline (Fernsehserie, 2 Episoden)
- 2018: Black Panther
- 2018: Venom
- 2019: The Best of Enemies
- 2021: Legacies (Fernsehserie, 3 Episoden)